# Славія (Сараєво)
Футбольний клуб Славія (Сараєво) або просто Славія (серб. Фудбалски клуб Славија Сарајево) — професійний боснійський футбольний клуб із Східного Сараєва в Республіці Сербській.

## Досягнення
- Перша ліга Югославії:
  - Срібний призер: 1935/36
  - Бронзовий призер: 1939/40

- Зимовий кубок Югославії:
  - Фіналіст : 1939

- Прем'єр-ліга Боснії і Герцеговини:
  - Срібний призер: 2008/09
  - Бронзовий призер: 2006/07

- Перша ліга Республіки Сербської:
  - Чемпіон: 2003/04

- Кубок Боснії і Герцеговини:
  - Володар: 2008/09
  - Фіналіст: 2006/07

- Кубок Республіки:
  - Володар: 2005/06, 2007/08

## Склад команди
Станом на червень 2016
| №  | Поз. | Нац.                 | Гравець              |
| -- | ---- | -------------------- | -------------------- |
| 1  | ВР   | Боснія і Герцеговина | Мілош Кубура Капітан |
| 3  | ЗХ   | Боснія і Герцеговина | Мілан Лалович        |
| 4  | ПЗ   | Сербія               | Душко Радославлєвич  |
| 7  | ПЗ   | Сербія               | Мілош Джорджевич     |
| 8  | ЗХ   | Чорногорія           | Горан Маркович       |
| 9  | НП   | Боснія і Герцеговина | Анель Салькович      |
| 10 | ПЗ   | Боснія і Герцеговина | Нікола Бєлош         |
|    |      | Боснія і Герцеговина | Момир Зечевич        |
| 14 | ПЗ   | Боснія і Герцеговина | Елдін Сальчин        |
|    |      | Сербія               | Марко Маркович       |
| 16 | ПЗ   | Боснія і Герцеговина | Неманья Стоянович    |
| 17 | ПЗ   | Боснія і Герцеговина | Амар Конжходжич      |
|    | ПЗ   |                      | Діно Хаскович        |

| №  | Поз. | Нац.                 | Гравець           |
| -- | ---- | -------------------- | ----------------- |
|    | ВР   |                      | Іван Трифкович    |
| 19 | ПЗ   | Боснія і Герцеговина | Елдін Сальчин     |
|    |      | Боснія і Герцеговина | Лука Асентич      |
| 20 | ПЗ   | Сербія               | Марко Міленкович  |
|    | ЗХ   | Боснія і Герцеговина | Боян Деретич      |
|    |      | Сербія               | Ігор Степанчев    |
|    |      |                      | Младен Лемез      |
|    |      |                      | страхиня Чворо    |
|    | ВР   | Боснія і Герцеговина | Фікрет Карайбич   |
|    | ПЗ   | Чорногорія           | Неманья Бошкович  |
|    | ЗХ   | Боснія і Герцеговина | Стефан Петрич     |
|    |      |                      | Александар Пушара |
| 31 | ВР   | Боснія і Герцеговина | Душан Ремич       |

## Виступи у Кубку Мітропи
Клуб потрапив до турніру як третій призер національної першості. Через Другу світову війну участь у турнірі брали клуби лише трьох країн — Угорщини, Румунії і Югославії.
| 1/4 19 червня 1940 | Славія (Сараєво)          | 3:0        | Ференцварош | Сараєво                                            |  |
| | Шаліпур 9' Райлич 36' 65' | (протокол) |             | Стадіон: Славія Глядачі: 10 000 Суддя: Еміл Кронер |  |
| "Славія": Милєнко Крстулович, Славко Загорац, Здравко Павлич, Воїслав Мар'янович, Іван Главочевич, Воїслав Петкович, Воїслав Видович, Бранко Шаліпур, Милан Райлич, Предраг Джаїч, Велислав Лазаревич, тренер: Вільмош Вільгейм "Ференцварош": Дьюла Чікош, Корнель Сойка, Дьюла Польгар, Дьюла Лазар, Бела Шароші, Бела Поша, Міхай Біро, Дьюла Кішш, Іштван Кісеї, Карой Береньї, Ласло Дьєтваї, тренер: Лайош Дімень |                           |            |             |                                                    |  |

| 1/4 23 червня 1940 | Ференцварош                                                               | 11:1       | Славія (Сараєво) | Будапешт                                             |  |
| | Шароші 5' 54' 57' 77' 80' Кішш 21' Фінта 24' 30' Дьєтваї 36' Біро 63' 83' | (протокол) | Бобетич 72'      | Стадіон: ІллеЇ ут Глядачі: 10 000 Суддя: Йон Чауряну |  |
| "Ференцварош": Дьюла Чікош, Корнель Сойка, Дьюла Польгар, Дьюла Лазар, Бела Шароші, Бела Поша, Міхай Біро, Дьюла Кішш, Дьордь Шароші, Карой Фінта, Ласло Дьєтваї, тренер: Лайош Дімень "Славія": Милєнко Крстулович, Славко Загорац, Здравко Павлич, Воїслав Мар'янович, Іван Главочевич, Воїслав Петкович, Воїслав Видович, Анто Бобетич, Милан Райлич, Предраг Джаїч, Бранко Шаліпур, тренер: Вільмош Вільгейм |                                                                           |            |                  |                                                      |  |

## Відомі гравці
У списку, наведеного нижче, представлені гравці, які мають досвід виступів у складі національних збірних:
| Період до 1945 року: - Карл Хармер - Флоріян Матекало - Милан Райлич - Бранко Станкович - Славко Загорац | Період після 1945 року: - Велибор Джурич - Властимир Йованович - Ілія Проданович - Боян Регоє - Ведад Сабанович - Дай Лін - Остоя Стєпанович - Дімітріє Іньяц - Горан Тробок |

## Відомі тренери
| - Тоні Сабо - Ганс Рінгер (1934–35) - Ристо Шошич (19??–37) - Брана Поробич (1937–38) - Франц Унцшульд (1938–39) - Вальтер Колитч (1939–40) - Вільмош Вільгейм (1940) - Неделько Бугарин - Слободан Лубура - Зоран Шумар - Боян Мілічевич - Душко Петрович - Ранко Мркаїч | - Мірко Марван - Срболюб Маркушевич - Миломир Одович (3 червня 2005 — 20 серпня 2007), (21 вересня 2009 — 4 травня 2010) - Душан Єврич - Драган Бєлиця (7 серпня 2010 — 12 вересня 2011) - Александар Симич (в.о.) (12 вересня 2011 — 23 вересня 2011) - Зоран Ербез (23 вересня 2011 — 1 січня 2012) - Мілан Гутович (17 січня 2012 — 20 березня 2012) - Владо Чаплич (20 березня 2012 — 29 листопада 2012) - Миломир Шешилія (5 січня 2013 — 6 липня 2013) - Драган Радович (7 липня 2013 — 31 жовтня 2013) - Александар Симич (1 листопада 2013–) - Дарко Войводич - Велько Доведан - Мілко Джуровський - Бранислав Берян |